# Ediciones Cátedra
Ediciones Cátedra és una editorial espanyola fundada el 1973 a Madrid que edita clàssics literaris i obres d'humanitats. El 1997 va guanyar el Premio Nacional a la Millor Labor Editorial Cultural, atorgat pel Ministeri d'Educació i Cultura. Aquell mateix any va passar a formar part del Grupo Anaya.
Les col·leccions emblemàtiques d'Ediciones Cátedra són Letras Hispánicas i Letras Universales. Tal com suggereixen els seus noms, la primera està dedicada a clàssics de la literatura espanyola i hispanoamericana, i la segona a clàssics de la literatura universal. Cal entendre «clàssics» no en el sentit d'autors de fa segles, sinó d'obres modèliques plenament reconegudes que poden haver estat creades en temps relativament recents per autors vius.
D'aquesta manera, a la sèrie Letras Hispánicas hi trobarem La Celestina, Miguel de Cervantes o Lope de Vega, però també Gabriel García Márquez, Mario Vargas Llosa i altres narradors del «boom» hispanoamericà de la dècada de 1960, o figures de la dramatúrgia espanyola contemporània, com Alonso de Santos o Fernando Arrabal. El prestigi de què gaudeix aquesta col·lecció en cercles acadèmics es fonamenta en el rigor i esforç posat en les anotacions del text i en els estudis introductoris, obra d'autoritzats filòlegs i historiadors de la literatura.
El mateix es pot dir de la sèrie Letras Universales: edicions acurades (també a càrrec d'especialistes) d'autors i obres de tots els temps, des de les Tragedias d'Èsquil (títol que va encetar la col·lecció el 1983) fins a clàssics del segle XX: Franz Kafka, Alfred Döblin, William Faulkner o Italo Calvino. El disseny de Letras Universales, creat per Diego Lara (coberta blanca i il·lustració lliure), es va contraposar al de Letras Hispánicas, amb cobertes negres i una acolorida imatge quadrada.